# Fejdon z Koryntu
Fejdon – prawodawca grecki działający w pierwszych latach istnienia Koryntu (tzn. około roku 747 p.n.e., od którego zaczynała się lista urzędników eponymów). Wydał on prawa, których celem było utrzymanie stałej liczby domów miejskich (a co za tym idzie – obywateli) w Koryncie. Niemal równolegle z Fejdonem działał inny sławny prawodawca imieniem Filolaos, który przeniósł się do Teb, gdzie jego prawa dotyczące adopcji zmierzały do utrzymania stałej liczby działek zwanych klaroi. 